# The Deep Eynde
The Deep Eynde ist eine US-amerikanische Death-Rock- und Horrorpunk-Band, die 1990 in Los Angeles gegründet wurde.

## Geschichte
Die Gruppe wurde in Kaliforniens Underground-Szene aufgrund ihrer intensiven Liveauftritte sehr bekannt. In Europa begann der Aufstieg der Band allerdings erst 2005, wobei sie aufgrund einer hohen Festivalfrequenz rasch populär wurden. Im Laufe der Jahre wechselten die Bandmitglieder um den Sänger Fate Fatal sehr häufig und das Bandgefüge besteht in heutiger Form erst seit 2007.
In den Anfangsjahren war der Klang von The Deep Eynde noch sehr vom Gothic Rock der 1980er inspiriert, wurde jedoch mit der Zeit Rockabilly-lastiger und härter. Im Jahre 2004 erschien das dritte Album Shadowland erstmals in den USA unter dem Label Disaster/Bomp Records. 2005 unterzeichnete die Band einen Vertrag beim deutschen Label People Like You Records, bei dem das Album in Europa wiederveröffentlicht wurde. 2007 erschien das Album von The Deep Eynde mit dem Titel Bad Blood, auf diesen folgte das Album Blackout: The Dark Years und am 25. Mai 2010 die aktuelle Scheibe Spell*Bound. Seit 2014 ist die Band inaktiv und das musikalische Hauptaugenmerk Fate Fatals liegt seit 2013 bei seinem neuen elektronischen Projekt A Million Machines.

## Diskografie

### Alben
- 1995: City Lights
- 2002: Suicide Drive
- 2004: Shadowland (2005 Neuveröffentlichung in Europa)
- 2007: Bad Blood
- 2008: Blackout: The Dark Years
- 2010: Spell*Bound

### Singles
- She Likes Skulls
- Casualty of Love
- Dry Lights
- Suicide Drive